# Hersz Wasser
Hersz Wasser (ur. 13 czerwca 1910 w Suwałkach, zm. w 1980) – izraelski historyk i księgowy pochodzenia polsko-żydowskiego, w trakcie okupacji niemieckiej sekretarz organizacji Oneg Szabat.

## Życiorys
Był synem Lejba i Estery z domu Podlaskiej. W 1932 ukończył studia w Szkole Głównej Handlowej w Warszawie, po których osiadł w Łodzi i podjął pracę księgowego. Był aktywnym członkiem i działaczem partii Poalej Syjon-Lewica. Piastował funkcję kierownika biblioteki partyjnej im. Bera Borochowa w Łodzi oraz od 1934 również sekretarz sekcji ekonomiczno-statystycznej łódzkiego oddziału Żydowskiego Instytutu Naukowego YIVO.
Już w trakcie okupacji niemieckiej w czasie II wojny światowej, w grudniu 1939 roku poślubił Blumę Kirszenfeld, z którą następnie przeprowadził się do Warszawy. Po powstaniu w getcie warszawskim organizacji Oneg Szabat na wiosnę 1940 roku został wybrany jej sekretarzem przez cały okres jej działalności, należąc do jej głównych działaczy (zdaniem Ruty Sakowskiej „pod względem organizacyjnym i technicznym Oneg Szabat był dziełem Hersza Wassera”). Do pracy w ramach Oneg Szabat zaangażował także swoją żonę. Od stycznia 1941 Wasser był również sekretarzem Centralnej Komisji Uchodźców, zrzeszenia przedstawicieli ziomkostw skupiających uchodźców znajdujących się w Warszawie. Należał do Komitetu Centralnego Poalej Syjon-Lewica, angażował się w wydawanie prasy konspiracyjnej, a także w imieniu partii uczestniczył w spotkaniach dotyczących powołania Żydowskiej Organizacji Bojowej.
Hersz i Bluma Wasserowie opuścili getto na początku 1943 roku i od tej pory ukrywali się pod zmienionym nazwiskiem po tzw. aryjskiej stronie. Warszawę opuścili po upadku powstania warszawskiego i doczekali wyzwolenia we wsi Łętownia w Małopolsce. Wasserowie wraz z Rachelą Auerbach byli jedynymi członkami Oneg Szabat, którzy przeżyli wojnę, zaś Hersz Wasser był jedyną osobą, która znała miejsce ukrycia podziemnego archiwum getta warszawskiego, do którego wydobycia doprowadził w 1946.
Po wojnie Hersz Wasser był między innymi członkiem władz Centralnego Komitetu Żydów w Polsce (CKŻP), kierownikiem warszawskiego oddziału Centralnej Żydowskiej Komisji Historycznej oraz przewodniczącym Wydziału Emigracyjnego i Wydziału Ziomkostw CKŻP. Piastował również mandat radnego Stołecznej Rady Narodowej. W 1950 wyemigrował wraz z żoną do Izraela, gdzie piastował funkcję dyrektora założonego Instytutu Badań nad Żydowskim Ruchem Robotniczym im. Emanuela Ringelbluma w Tel Awiwie, a później dyrektora wydawnictwa Icchoka Lejba Pereca.
W 2018 roku w fabularyzowanym filmie dokumentalnym opowiadającym o działalności Oneg Szabat wyprodukowanym w koprodukcji polsko-amerykańskiej pt. Kto napisze naszą historię w postać Hersza Wassera wcielił się Piotr Jankowski.